# دورة فرنسا المفتوحة 2011
دورة فرنسا المفتوحة 2011، (بالإنجليزية: 2011 French Open)‏، هي النسخة 110 من دورة رولان غاروس الدولية، امتدت من 22 مايو إلى 5 يونيو 2011 بباريس (فرنسا).

## الفائزون باللقب
- رافاييل نادال (لفردي الرجال)
- نالي (لفردي النساء)
- دانييل نيستور /  نيناد زيمونيتش (لزوجي الرجال)
- سيرينا ويليامز /  فينوس ويليامز (لزوجي النساء)
- أنس جابر (لفردي النساء الناشئات)

## التصنيق

### للرجال
1-  رافاييل نادال (البطل)

2-  نوفاك دوكوفيتش (الدور النصف النهائي)

3-  روجر فيدرير (الوصيف)

4-  أندي موراي (الدور النصف النهائي)

5-  روبن سودرلينغ (الدور الربع النهائي)

### للنساء
1- كارولين فوزنياكي (الدور الثالث )

2- كيم كلايسترز (الدور الثاني )

3- فيرا زفوناريفا (الدور الثمن نهائي )

4- فيكتوريا ازارينكا (الدور الربع النهائي )

5- فرانسيسكا شيافوني ( الوصيفة )